# باك أوبراين
باك أوبراين (بالإنجليزية: Buck O'Brien) هو لاعب كرة قاعدة أمريكي، ولد في 9 مايو 1882 في بروكتون في الولايات المتحدة، وتوفي في 25 يوليو 1959 في بوسطن في الولايات المتحدة.

## وصلات خارجية
- باك أوبراين على موقعبيزبول رفرنس.كوم (الدوري الرئيسي) (الإنجليزية)
- باك أوبراين على موقع جمعية أبحاث البيسبول الأمريكية (الإنجليزية)